# Myrmarachne dirangicus
Myrmarachne dirangicus är en spindelart som beskrevs av Bastawade 2002. Myrmarachne dirangicus ingår i släktet Myrmarachne och familjen hoppspindlar. Inga underarter finns listade i Catalogue of Life.